# Rob de Nijs
Rob de Nijs   (Amsterdam, 26 de desembre de 1942 - Bennekom, 16 de març de 2025) va ser un cantant i actor neerlandès.

## Biografia
Té una versió en neerlandès de «Le Métèque» de Georges Moustaki, amb el títol de «Zwanenzang» (Cant de cigne). El 1982 va rebre el premi Gouden Harp, que reconeix artistes de la cançó lleugera en neerlandès. El 2001 va rebre el premi Edison per a la seva trajectòria artística. De 1984 a 2006 estava casat amb l'actriu i escriptora Belinda Meuldijk (premi Gouden Harp 2001), autora de la majoria de les lletres de les seves cançons.
El 2019 es va retreure dels escenaris, tocat per la malaltia de Parkinson. Tot i que la seva veu roman intacte, va haver d'anul·lar la gira de comiat. l seu últim àlbum, Het is mooi geweest, li va valdre el seu sisè premi Edison. El títol és un joc de paraules amb la dita neerlandesa que significa «ja n'hi ha prou» i que literalment traduït seria «ha sigut maco».

## Discografia
- De Reiziger
- Vrije Val
- Zilver
- Vanaf Vandaag
- Het is mooi geweest